# Django Warmerdam
Django Warmerdam (Voorhout, 2 settembre 1995) è un calciatore olandese, centrocampista dell'Excelsior.

## Caratteristiche tecniche
È un esterno sinistro.

## Carriera

### Club
È cresciuto nelle giovanili dell'Ajax.
Ha esordito in Eredivisie il 24 settembre 2016 con la maglia del PEC Zwolle in un match perso 5-1 contro l'Ajax.

### Nazionale
Nel 2015 ha giocato 4 partite con la nazionale olandese Under-21.

## Statistiche

### Presenze e reti nei club
Statistiche aggiornate al 24 settembre 2020.
| Stagione         | Squadra          | Campionato       | Campionato | Campionato | Coppe nazionali | Coppe nazionali | Coppe nazionali | Coppe continentali | Coppe continentali | Coppe continentali | Altre coppe | Altre coppe | Altre coppe | Totale | Totale | Totale |
| Stagione         | Squadra          | Comp             | Pres       | Reti       | Comp            | Pres            | Reti            | Comp               | Pres               | Reti               | Comp        | Pres        | Reti        | Pres   | Reti   |        |
| ---------------- | ---------------- | ---------------- | ---------- | ---------- | --------------- | --------------- | --------------- | ------------------ | ------------------ | ------------------ | ----------- | ----------- | ----------- | ------ | ------ | ------ |
| 2016-2017        | PEC Zwolle       | E                | 26         | 4          | CO              | 3               | 0               |                    | -                  | -                  |             | -           | -           | 29     | 4      |        |
| 2017-2018        | Groningen        | E                | 30         | 1          | CO              | 2               | 0               |                    | -                  | -                  |             | -           | -           | 32     | 1      |        |
| 2018-2019        | Groningen        | E                | 24+2       | 2+0        | CO              | 1               | 0               |                    | -                  | -                  |             | -           | -           | 27     | 2      |        |
| 2019-2020        | Groningen        | E                | 21         | 1          | CO              | 1               | 0               |                    | -                  | -                  |             | -           | -           | 22     | 1      |        |
| Totale Groningen | Totale Groningen | Totale Groningen | 77         | 2          |                 | 4               | 0               |                    | -                  | -                  |             | -           | -           | 81     | 2      |        |
| 2020-2021        | Utrecht          | E                | 1          | 0          | CO              | 0               | 0               |                    | -                  | -                  |             | -           | -           | 1      | 0      |        |
| Totale carriera  | Totale carriera  | Totale carriera  | 104        | 6          |                 | 7               | 0               |                    | -                  | -                  |             | -           | -           | 111    | 6      |        |